# 文正
文正是日本年號之一。在寬正之後、應仁之前，指的是1466年~1467年的期間，此時期的天皇是後土御門天皇，由後花園上皇實施院政。室町幕府的將軍是足利義政。

## 改元
- 寛正七年二月二十八日（公元1466年3月14日）因後土御門天皇開始執政而改元文正。
- 文正二年三月五日（公元1467年4月9日）改元為應仁。

## 出典
出自《荀子·王制篇》的「積文學，正身行」之句。

## 文正年間大事

### 出生
- 文正元年七月三十日（1466年9月9日）：足利義材、室町幕府第十代征夷大將軍（大永三年過世）。
- 文正元年（1466年）：細川政元、室町幕府管領（永正四年死去）。

## 西元對照表
| 文正 | 元年   | 2年    |
| ---- | ------ | ------ |
| 西元 | 1466年 | 1467年 |
| 干支 | 丙戌   | 丁亥   |

## 關連項目
| 前一年號： 寬正 | 日本年號 | 下一年號： 應仁 |